# Learchos (Mythologie)
Learchos (altgriechisch Λέαρχος Léarchos, lateinisch Learchus) ist eine Figur der griechischen Mythologie.
Er ist der Sohn des Athamas und seiner zweiten Frau Ino. Sein Bruder ist Melikertes.
Learchos wird von seinem Vater Athamas getötet. Nach einigen Versionen wird Athamas von Hera mit einem Fluch belegt, sodass er  Learchos seiner Mutter entreißt und an einem Felsen zerschmettert. Nach einer anderen Version ist er so wütend auf Ino, als er erfährt, dass sie eine Intrige gegen seine Kinder aus erster Ehe, Phrixos und Helle, gesponnen hat, dass er sie und ihre Kinder mit voller Absicht töten will. Ino springt daraufhin mit Melikertes ins Meer.